# Moony
Moony (* 27. September 1980 in Venedig bürgerlich Monica Bragato) ist eine italienische Musikerin, die durch viele Dance Tracks ihres Debüt-Albums „Lifestories“ bekannt wurde. Darunter befinden sich die ausgekoppelten Singles „Dove (I’ll Be Loving You)“, „Acrobats (Looking for Balance)“ und „This Is Your Life“.

## Leben und Karriere
Monica Bragato wuchs in Venedig auf, wo sie später in der Clubszene tätig wurde. Entdeckt wurde sie durch den DJ und Produzenten Cristiano Spiller, mit dem sie 1998 ihre erste Single „Positive“ aufnahm. Es folgte die Single „Batucada“ (1999). Außerdem nahm sie im Projekt Angel Moon am Lied „He's All I Want“ teil, das 1998 veröffentlicht wurde. Später wirkte sie in der Gruppe DB Boulevard und es entstand „Point of View“. Dieses Lied wurde in der gesamten europäischen Dance-Music-Szene bekannt, so dass DB Boulevard als erste italienische Gruppe für den MTV Europe Music Award nominiert wurde.
Daraufhin startete sie ihre Solokarriere und produzierte das Album „Lifestories“ (2003).
Im Juni 2006 veröffentlichte Moony ihre Single „For Your Love“.

## Diskografie

### Alben
- 2003: Lifestories
- 2009: 4 Your Love (Japan Only CD)

### Singles
- 2002: Dove (I’ll Be Loving You)
- 2003: Acrobats (Looking for Balance)
- 2003: This Is Your Life
- 2005: Butterfly
- 2006: For Your Love
- 2008: I Don’t Know Why

### Mitwirkung
- 1998: Spiller – „Positive“
- 1998: Angel Moon – „He’s All I Want“
- 1999: Spiller – „Batucadasso“
- 2002: DB Boulevard – „Point Of View“
- 2002: DB Boulevard – „Believe“
- 2005: T&F vs Moltosugo – „Defact“